# Кенеди се жени
Кенеди се жени је српски филм из 2007. године. Режирао и сценарио је урадио Желимир Жилник.

## Радња
Кенеди грца у дуговима, након изградње породичне куће. Да би се раздужио, прихвата било какве послове, чак и такве за дневницу од 1000 динара, што је премало да смањи свој дуг. Коначно, Кенеди се одлучује да потражи новац у секс бизнису. У почетку нуди своје услуге старијим дамама и удовицама, да би касније проширио свој „бизнис“ нудећи секс богатим мушкарцима. Када сазна о новим либералним европским законима о геј браковима, Кенеди у томе види могућност да преко „материјалног брака“ легализује свој статус у Европској унији. Прилика му се укаже током музичког фестивала Ексит у Новом Саду, где среће Макса, момка из Минхена...

## Улоге
| Глумац          | Улога |
| --------------- | ----- |
| Кенеди Хасани   |       |
| Саљи Хасани     |       |
| Бени Халити     |       |
| Макс Стајнер    |       |
| Филип Ајзенман  |       |
| Слађана Павлица |       |
| Максуд Хумо     |       |
| Ethem Saygieder |       |